# Удобенский сельсовет
Удобенский сельсовет — сельское поселение в Горшеченском районе Курской области Российской Федерации.
Административный центр — село Удобное.

## История
Статус и границы сельского поселения установлены Законом Курской области от 21 октября 2004 года № 48-ЗКО «О муниципальных образованиях Курской области»

## Население
| 2002 | 2010 | 2012 | 2013 | 2014 | 2015 | 2016 |
| ---- | ---- | ---- | ---- | ---- | ---- | ---- |
| 1091 | ↘809 | ↘772 | ↘734 | ↘719 | ↘688 | ↘667 |
| 2017 | 2018 | 2019 | 2020 | 2021 |      |      |
| ↘637 | ↘629 | ↘618 | ↗620 | ↘434 |      |      |

## Состав сельского поселения
| № | Населённый пункт | Тип населённого пункта       | Население |
| - | ---------------- | ---------------------------- | --------- |
| 1 | Бабанино         | деревня                      | ↘0        |
| 2 | Ивановка         | деревня                      | ↘175      |
| 3 | Михайловка       | деревня                      | ↘12       |
| 4 | Орловка          | деревня                      | ↘121      |
| 5 | Просторное       | деревня                      | ↘92       |
| 6 | Ряполово         | деревня                      | ↘95       |
| 7 | Тимофеевка       | деревня                      | ↘10       |
| 8 | Удобное          | село, административный центр | ↘244      |
| 9 | Шеенка           | деревня                      | ↘60       |